# Park termalny Bešeňová

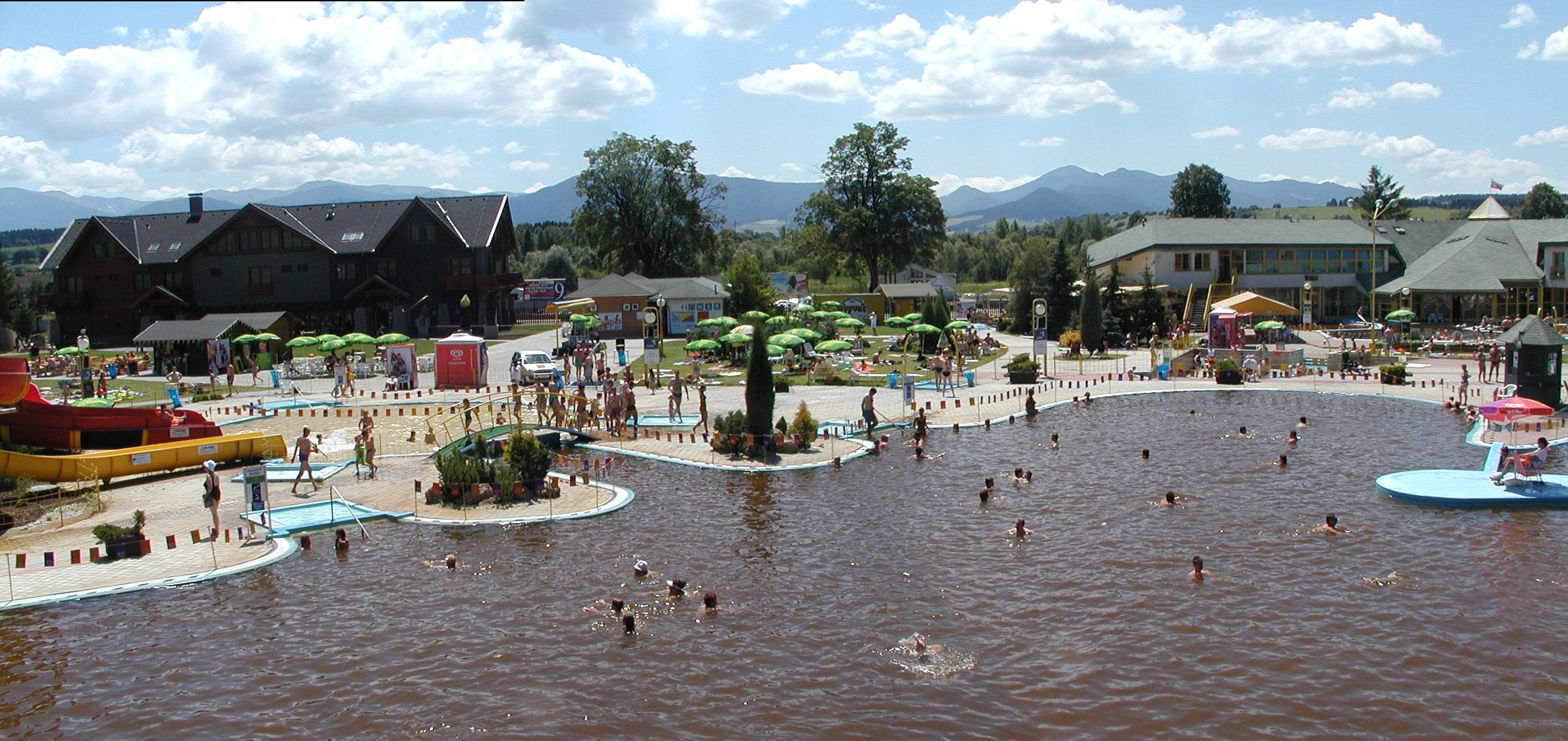

Thermal park Bešeňová – kąpielisko na Słowacji, w miejscowości Beszeniowa.
Lecznicze wpływy tych gorących źródeł wykorzystywano w XIV wieku. Beszenowskim wodom geotermalnym przypisuje się działanie terapeutyczne w zakresie astmy, reumatyzmu oraz alergii. Z kąpieli w tych źródłach korzystają sportowcy.
Odwiert, z którego czerpane są wody został wykonany w 1987, a jego głębokość wynosi 1897 metrów. Kąpielisko zostało zmodernizowane w 2005 roku i od tego czasu ciągle jest rozbudowywane. Obecnie w budowie jest delfinarium i centrum konferencyjne.
W ośrodku znajdują się:
- część zewnętrzna
  - 13 basenów termalnych (w tym 8 czynnych zimą),
  - 5 zjeżdżalni.
- część w budynkach
  - 3 baseny,
  - centrum fitness,
  - zespół saun.